# Accelerate
Accelerate es el decimocuarto álbum de estudio de la banda estadounidense R.E.M. publicado en Estados Unidos el 1 de abril de 2008, y en Europa el 28 de marzo de 2008. Junto a los tres integrantes de R. E. M. (Peter Buck, Mike Mills y Michael Stipe), han trabajado en el disco Scott McCaughey y Bill Rieflin.

Del mismo, Stipe dijo que sus letras están motivadas por el estado actual de su nación, llegando a decir: «cuando el imperio se está yendo por la taza del váter, es cuando es fácil, escribir las más grandes, y furiosas canciones.»

El primer sencillo del disco fue "Supernatural Superserious", que vio la luz, en febrero de 2008.

## Producción y promoción del álbum
- Es el primer álbum de R. E. M. producido por Jacknife Lee.
- Grabado en sólo 9 semanas, ha resultado ser el álbum más rápidamente producido por la banda.
- El disco se estrenó el 24 de marzo, una semana antes de su publicación, en redes sociales, como Facebook o MySpace a través de la aplicación iLike,[2] resultando ser precursor en este medio de difusión entre los grandes grupos de la industria musical del panorama musical de la época.

## Lista de canciones
Las once pistas oficiales, todas escritas por los tres integrantes del grupo, son:
1. "Living Well Is the Best Revenge" – 3:11
2. "Man-Sized Wreath" – 2:32
3. "Supernatural Superserious" – 3:23
4. "Hollow Man" – 2:39
5. "Houston" – 2:05
6. "Accelerate" – 3:33
7. "Until the Day is Done" – 4:08
8. "Mr. Richards" – 3:46
9. "Sing For The Submarine" – 4:50
10. "Horse To Water" – 2:18
11. "I'm Gonna DJ" – 2:07

Accelerate, está editado en cuatro versiones diferentes:
1. Edición en CD con las once pistas oficiales del álbum
2. Edición especial, con libreto y DVD documental, así como dos bonus track: Airliner y Redhead Walking.
3. Una Edición Limitada en Vinilo, a la que acompaña la edición en CD del álbum.
4. Edición Digital en iTunes (iTunes Deluxe Version), que incluye seis temas adicionales; de ellos, cuatro directos, y un libreto digital.

- "Redhead Walking" – 2:11
- "Airliner" – 2:21
- "Horse to Water" (directo desde Atenas) – 2:17
- "Living Well is the Best Revenge" (directo desde Atenas) – 3:12
- "Until the Day is Done" (directo desde Atenas) – 4:06
- "Supernatural Superserious" (directo desde Atenas) – 3:25